# Patroklus Römeling
Patroklus Römeling (* um 1481 in Borgeln; † April 1571 in Diepholz) war ein evangelischer Theologe und Reformator.

## Leben
Römeling war frühzeitig in den Franziskanerorden eingetreten. In den Jahren der Entscheidung hielt er sich nicht mehr an die Klosterordnung. Der Guardian beklagte sich über ihn und schickte ihn nach Bonn und Osnabrück. Nach anderer Überlieferung stieg er bis zum Lesemeister in Osnabrück auf. Dort lernte ihn Graf Friedrich d. Ä. von Diepholz kennen und berief ihn 1528 als Prediger in seine Grafschaft. Römeling wirkte in erwecklichem Geiste. Den Lehrstreitigkeiten stand er fern. 
Über seine Gelehrsamkeit bzw. innere Haltung lässt sich schwer etwas aussagen. Aus den theologischen Differenzen der Zeit konnte er sich nicht ganz heraushalten, da er zeitlebens Anhänger Martin Luthers blieb. Im Dezember 1530 wurde er vom Grafen Johann zum Superintendenten ernannt und wurde zum Reformator der ganzen Grafschaft. 
Trotz der Annahme des Augsburger Interims gab es in der Glaubenshaltung im Lande keine Schwankungen. Römeling hatte es vermocht, eine feste reformatorische Grundlage zu schaffen. Es war ihm freigestellt, eine eigene Kirchenordnung aufzustellen, doch hat er von dieser Erlaubnis keinen Gebrauch gemacht. Welche Maßnahmen er im Einzelnen ergriff, ist nicht bekannt.